# آدم‌های بامزه
آدم‌های بامزه (به انگلیسی: Funny people) نام یک فیلم کمدی درام به کارگردانی جود آپاتو و با بازی آدام سندلر می‌باشد.

## داستان
جورج سیمونس (با بازی آدام سندلر) که یک کمدین نسبتاً موفق در حیطه کمیک‌های تک‌نفره است، به تازگی متوجه این موضوع شده که به دلیل نارسایی خونی به وجود آمده در بدنش، بیشتر از یک سال زنده نخواهد ماند. جورج در یکی از اجراهایش با ایرا (با بازی ست روگن) آشنا می‌شود؛ ایرا که یک علاقه‌مند به بازیگری است، به علت بدشانسی هیچ‌گاه نتوانسته در نمایش‌هایی سطح بالا ظاهر شود، جورج وی را به استخدام خود درمی‌آورد و اجراهای نمایشی بخش آغازین برنامه‌هایش را به او می‌سپارد. دوستی به وجود آمده میان جورج و ایرا به نفع هر دوی آن‌ها است چرا که از یک طرف ایرا در اجرای برنامه‌ها هیچ کمکی را از جورج دریغ نمی‌کند و در طرف مقابل جورج نیز تلاش می‌کند تا اصول حرفه‌ای نمایش را به ایرا بیاموزد. پس از مدتی جورج متوجه می‌شود بیماری‌اش به طرز غیرقابل باوری رو به بهبودی است؛ این مسئله سبب‌ساز آن می‌شود او که تا پیش از این به همه چیز از کانالی مادی می‌نگریسته نگرش خود نسبت به زندگی و عوامل تأثیرگذار بر آن را تغییر دهد.

## بازیگران
- آدام سندلر ..... جورج سایمونس
- ست روگن....... آیرا رایت
- لزلی من...... لورا
- اریک بانا........ کلارک
- جونا هیل.......... لئو کوینگ
- آبری پلازا....... دیزی

## حاشیه فروش
فروش ۲۳٫۴ میلیون دلاری کمدی آدم‌های بامزه بدترین افتتاحیه فیلمی با بازی آدام سندلر در چهار سال اخیر است. بدترین عملکرد فیلمی با بازی آدام سندلر به کمدی «اسپنگلیش» مربوط می‌شود که سال ۲۰۰۴ در هفته اول اکران با رقم ناامیدکننده ۸٫۸ میلیون دلار آغاز کرد. - فروش ۲۳٫۴ میلیون دلاری فیلم پائین‌ترین فروش افتتاحیه تا این زمان از سال ۲۰۰۹ پس از چند فیلم با افتتاحیه ۲۴ میلیون دلاری است. یونیورسال قعرنشین جدول فروش در هفت ماه نخست امسال در میان شش استودیو بزرگ است. - «باکره ۴۰ ساله» نخستین فیلم آپاتو در مقام کارگردان سال ۲۰۰۵ با فروش ۲۱ میلیون دلاری آغاز کرد و در نهایت با ۱۰۹ میلیون دلار به کار خود پایان داد. «حامله» دومین فیلم این فیلمساز سال ۲۰۰۷ در هفته اول اکران ۳۱ میلیون دلار و تا پایان نمایش عمومی ۱۴۹ میلیون دلار فروخت.

## ارجاع به بیرون
- وبگاه رسمی
- آدم‌های بامزه در بانک اطلاعات اینترنتی فیلم‌ها (IMDb)
- آدم‌های بامزه در آل‌مووی
- آدم‌های بامزه در باکس آفیس موجو
- آدم‌های بامزه در راتن تومیتوز